# Edgar Osterberger
Edgar Osterberger (* 15. Mai 1922 in Österreich; † im April oder Mai 1995 in Wien) war ein österreichischer Kameramann.

## Leben und Wirken
Über Osterbergers Vita ist nur sehr wenig bekannt. Nach seiner fotografischen Ausbildung fotografierte er zu Beginn seiner Laufbahn als Chefkameramann Dokumentarfilme für deutsche und österreichische Firmen, aber auch Lehr- und Unterrichtsfilme in staatlichem Auftrag. 1965 debütierte er beim Spielfilm, bereits sein Erstling, Geißel des Fleisches, sorgte für Furore und galt aufgrund seiner effekthascherischen Aufmachung als „Skandalfilm“.
Osterberger arbeitete fortan für das Fernsehen wie gelegentlich auch für das Kino und fotografierte oftmals die Arbeiten von Experimentalfilmern wie Valie Export, Eddy Saller, Helmut Pfandler und Ulrike Ottinger. Dabei handelte es sich nahezu durchgehend um Produktionen, die sehr kostengünstig hergestellt werden mussten. Edgar Osterberger starb vollkommen vergessen im Frühjahr 1995, am 9. Mai 1995 wurde er auf dem Friedhof von Wien-Grinzing bestattet.

## Filmografie
- 1958: Menschen, Meter und Sekunden (Dokumentarfilm)
- 1959: Gestalteter Glaube (Dokumentarkurzfilm, auch Regie)
- 1959: Luigi Kasimir (Dokumentarkurzfilm, auch Regie)
- 1965: Geißel des Fleisches
- 1966: Altstadtsanierung
- 1967: Wienerwald
- 1968: Der Tod des Dr. Antonio durch die Renaissance der geistigen Gesellschaft
- 1970: Alkeste – Die Bedeutung, Protektion zu haben
- 1970: Ein Weltstar hat Heimweh. Melina Mercouri singt griechische Volkslieder von Mikis Theodorakis
- 1972: Elisabeth Kaiserin von Österreich
- 1975: Wr. Symphoniker 1900–1975
- 1976: Unternehmen V2
- 1981: Das Wiener Kaffeehaus
- 1986: Sieben Frauen – Sieben Todsünden
- 1986: Ein perfektes Paar oder Die Unzucht wechselt ihre Haut